# Saint-Georges-de-Commiers
Saint-Georges-de-Commiers – miejscowość i gmina we Francji, w regionie Owernia-Rodan-Alpy, w departamencie Isère.
Według danych na rok 1990 gminę zamieszkiwało 1679 osób, a gęstość zaludnienia wynosiła 115 osób/km² (wśród 2880 gmin regionu Rodan-Alpy Saint-Georges-de-Commiers plasuje się na 513. miejscu pod względem liczby ludności, natomiast pod względem powierzchni na miejscu 798.).